# Dos joves a la taula
Dos joves a la taula és una obra primerenca de Diego Velázquez, unànimement considerada per la crítica com a autògrafa. Es troba ara en el Museu Wellington d'Apsley House, en què degué arribar amb L'aiguader de Sevilla després de la Guerra del Francés.
Es tracta probablement d'un dels «bodegons» descrits per Antonio Palomino entre les obres primerenques pintades per Velázquez a Sevilla:
| « | Va fer una altra pintura de dos pobres menjant en una humil tauleta, en què hi ha gots de terrissa, taronges, pa, i altres coses, tot observat amb estranya diligència. | » |

Com que, dels quadres pintats a Sevilla, Palomino sols va conéixer els que va dur Diego Velázquez a Madrid, potser una altra versió d'aquest mateix quadre o una còpia s'hauria descrit en l'inventari dels béns del duc Fernando Afán, realitzat el 1637, en què s'esmenta un llenç atribuït a Velázquez «de dos hòmens de mig cos amb un gerret vidriat».
El quadre va ser adquirit per Carles III al marqués Zenón de Somodevilla el 25 d'agost del 1768, i restà recollit en l'inventari del 1772 del Palau Reial de Madrid. Quatre anys després va ser vist encara al mateix lloc per Antoni Ponç i Piquer, que s'hi va referir com una obra «de l'estil» de Velázquez, però no apareix ja en els posteriors inventaris del 1794 i el 1814.
Malgrat que bona part de la crítica anterior datava el quadre d'entre les obres més primerenques de Diego Velázquez, entre el 1616 i el 1618, José López-Rey el relaciona amb L'aiguader de Sevilla, que pensava que havia pintat dos anys abans, cap al 1620, i hi troba accentuats alguns trets en Dos joves a la taula. Així mateix, Jonathan Brown considerà aquesta obra com un pas endavant en l'evolució del pintor, després de L'aiguader de Sevilla, i hi aconsegueix «noves cotes d'atreviment» en presentar, en una composició aparentment casual, dos embriacs amb els rostres mig ocults, reduïts a l'escala dels objectes que els envolten. Per a Fernando Marías es tractaria d'una obra pintada «per a fer mans» poc abans de la seua partida cap a Madrid, i més independent de models gravats que en les natures mortes anteriors.